# Kierlesz
Kierlesz – rodzaj średniowiecznej pieśni religijnej śpiewanej po łacinie. 
Określenie to pochodzi od zniekształconego zwrotu Kyrie eleison, wypowiadanego przez ogół wiernych, w czasach gdy pieśni śpiewane były po łacinie, nie zaś w językach narodowych. Formuła kierlesz wywodziła się od skróconej formy, tzw. elizji, Kyrieleison. Śpiew takiej prostej formuły był możliwy nawet przez prostych ludzi nieznających łaciny, dlatego śpiewano ją nawet kilkaset razy przy różnych okolicznościach religijnych. Zdaniem niektórych badaczy pieśni religijne w języku polskim zaczęły powstawać w XIII w. i wywodziły się z praktyki śpiewania przez lud kierleszy – pod istniejące melodie miano podkładać teksty rodzime.
Śpiew kierleszy potwierdzony jest w Czechach (w formie Krleš), na Węgrzech i w Niemczech (w formie Kirleise). Przykładowo, według Kroniki Kosmasa kierlesze były śpiewane przez lud w 1037 przy wyświęcaniu biskupa Dietmara I i objęciu władzy przez Brzetysława I oraz z 1038 podczas ogłoszenia jego dekretów w Gnieźnie przy grobie św. Wojciecha. Jednym z najstarszych przykładów dośpiewywania Kyrie eleison przez szersze masy do pieśni śpiewanej przez głos wiodący jest Pieśń o Ludwiku zawierająca opis bitwy pod Saucourt w 881. Forma krleš jest też obecna w najstarszej zachowanej czeskiej pieśni religijnej Hospodine, pomiluj ny (Panie, zmiłuj się nad nami), pochodzącej być może z XI wieku, a także w pieśniach Svatý Václave (XII/XIII w.), Bóh všemohúcí i Ježu Kryste, štědrý kněže (XIV w.). Według relacji zawartej w Kronice Thietmara (pocz. XI w.) pogańscy Słowianie połabscy przedrzeźniali chrześcijan, twierdząc, że modlą się „u krzy wolsza”, co jest zapewne zniekształconym słowem krleš lub krlešu. 
Mniej jest natomiast przekazów dotyczących kierleszy z terenu Polski. Jeden z niewielu znanych przekazów o kierleszach związany z Polską pochodzi z Latopisu Halicko-Wołyńskiego. Opisuje on wydarzenia z 1245, gdy Polacy i Węgrzy wsparli na Rusi księcia Rościsława przeciwko książętom Danielowi i Wasylkowi. W opisie bitwy pod Jarosławiem pojawiła się wzmianka: I ujrzał Daniel Lachów krzepko idących na Wasylka „Kierlesz” (Керьлѣшь) śpiewających – silny głos grzmiał w pułku ich. Możliwe jest też, że polska forma kierlesz wywodziła się od czeskiej krleš.